# Gaienmae (metropolitana di Tokyo)
Gaienmae (外苑前駅?, Gaienmae-eki) è una stazione della metropolitana di Tokyo che si trova a Minato. La stazione è servita dalla linea Ginza della Tokyo Metro.